# Quietula
Quietula är ett släkte av fiskar. Quietula ingår i familjen smörbultsfiskar.
Kladogram enligt Catalogue of Life: